# Greve af Wisborg
Greve af Wisborg er en titel, som er blevet tildelt svenske prinser, som har giftet sig ikke-kongeligt.
Prins Oscar, søn af Oscar II, giftede sig i 1888 med Ebba Munck af Fulkila, som ikke var af kongelig afstamning, og mistede derfor sin titel som svensk prins. Af sin morbror, storhertug Adolf af Luxembourg, fik han den arvelige titel greve af Wisborg i 1892. Denne titel blev i 1951 af den luxembourgske storhertuginde Charlotte også tildelt tre andre tidligere svenske prinser, som havde giftet sig ikke-kongeligt: Lennart, Sigvard og Carl Johan. Alle fire kaldes prins Bernadotte i disse dokumenter.

Mandlige efterkommere af disse prinser arver titlen greve af Wisborg. Den mest kendte af disse arvinger er diplomaten Folke Bernadotte, søn af Oscar Bernadotte.

## References
1. ↑  Lettres Patentes du Grand Duc Adolphe 1892-04-02
2. ↑  Mémorial Arkiveret 21. juli 2015 hos  Wayback Machine du Grand Duché de Luxembourg 1951-08-13 p 1135

| Samfund | Spire Denne samfundsartikel er en spire som bør udbygges. Du er velkommen til at hjælpe Wikipedia ved at udvide den. |